# Massimo Inardi

Firma

Puntata di Rischiatutto del 31 dicembre 1971. Al centro, il campione Massimo Inardi.

Massimo Inardi (Roma, 15 luglio 1927 – Bologna, 20 novembre 1993) è stato un medico, parapsicologo e personaggio televisivo italiano.

## Biografia
Medico per formazione accademica – era specialista in Medicina legale e Medicina del lavoro – fu noto soprattutto come parapsicologo e presidente dell'associazione denominata "Centro studi parapsicologici" di Bologna, città dove svolgeva la professione di responsabile di psicotecnica per le selezioni attitudinali del Servizio Sanitario delle Ferrovie dello Stato. Divenne però famoso presso il grande pubblico per aver vinto 48300000 L. (un primato assoluto per quel tempo, circa 430000 € del 2020), dei quali oltre 9 milioni nel corso di una singola puntata, tra il 3 dicembre 1971 e il 26 gennaio 1972, nel corso di nove puntate del telequiz Rischiatutto, condotto da Mike Bongiorno, al quale si era presentato come esperto di musica classica del XVIII e XIX secolo e della vita e delle opere di Johannes Bach, con l'intenzione di vincere la somma utile per acquistare un impianto stereo.

Massimo Inardi con Mike Bongiorno e Sabina Ciuffini, a Rischiatutto

Le doti di memoria, il carisma e l'interesse per la parapsicologia resero il personaggio molto popolare, contribuendo anche ai primati d'ascolti del programma televisivo. Ulteriore stupore suscitò il fatto che poi devolse la vincita di una puntata a un bambino con problemi ai reni. L'estrema facilità con cui rispondeva a tutte le domande fece ipotizzare ad alcuni che fosse in grado di leggere nel pensiero di Mike Bongiorno. Per stornare anche questo dubbio, si arrivò a far leggere le domande su un foglio a Mike Bongiorno e le risposte su un altro foglio a Sabina Ciuffini.
A conclusione del ciclo del Rischiatutto, vinse anche la "superfinale" che fu organizzata il 10 giugno 1972 tra i nove campioni della trasmissione. Grazie alla popolarità acquisita con la televisione a livello nazionale ed europeo, divenne un divulgatore dei temi riguardanti il paranormale e pubblicò alcune opere sul tema, oltre a tenere per diverso tempo una rubrica nel periodico aziendale delle Ferrovie dello Stato Voci della rotaia.
Anche Piero Angela si interessò al "fenomeno Inardi' e allo studio del paranormale, approdando a conclusioni opposte e fortemente critiche, che lo indussero a fondare il CICAP, centro finalizzato a smentire le tesi della parapsicologia e del paranormale. Nelle prime trasmissioni televisive in cui gli esponenti del neo-fondato CICAP, a partire dal 1989, cominciarono ad apparire, ebbero modo di confrontarsi con lo stesso Massimo Inardi.
Sofferente di cuore, morì per un arresto cardiaco all'età di 66 anni, mentre faceva rientro nella sua abitazione di Bologna.

## Opere
- Inardi quiz, Bologna, Capitol, 1972, SBN SBL0443708.
- L'ignoto in noi: la realtà attuale dei fenomeni della parapsicologia, Milano, Sugar, 1973, SBN SBL0440191.
- Il romanzo della parapsicologia, Milano, SugarCo, 1974, SBN SBL0469373.
- Dimensioni sconosciute, Milano, SugarCo, 1975, SBN SBL0559562.
- Massimo Inardi e Giovanni Iannuzzo, Parapsicologia realtà contestata: la documentata risposta dei parapsicologi a Piero Angela e ai critici, Milano, SugarCo, 1981, SBN SBL0344170.
- Massimo Inardi e Orazio Sanseverino, L'A, B, C della pranoterapia: guida pratica del pranoterapeuta, Milano, Maingraf, 1987, SBN CFI0120624.
- Massimo Inardi e Orazio Sanseverino, Guida pratica alla pranoterapia, Milano, Accademia milanese university, 1992, SBN CFI0244187.
- Massimo Inardi, Orazio Sanseverino, Marilena Digilio e Elena Pagliuca, Manuale di pranoterapia, Milano, A.Mi University/Vegor internazionale, 1998, SBN UMC0973745.
- Corso della parapsicologia, Coggiola, Atman, 2000, ISBN 88-87880-06-9.